# La Cité interdite
Pour l’article homonyme, voir Cité interdite.
Pour plus de détails, voir Fiche technique et Distribution.
La Cité interdite (sinogramme simplifié: 满城尽带黄金甲; sinogramme traditionnel: 滿城盡帶黃金甲; Hanyu pinyin: Mǎnchéng Jìndài Huángjīnjiǎ) (Man cheng jin dai huang jin jia) est un film hongkongais réalisé par Zhang Yimou, sorti en 2007.

## Synopsis

### Accroche
Chine, Xe siècle, dynastie Tang. De retour à la Cité interdite après une longue absence, l'empereur découvre qu'un complot se trame au cœur même de son palais. Les dangereuses alliances et les manipulations des conspirateurs n'ont qu'un seul but : prendre le pouvoir du plus grand royaume au monde. La trahison viendra de l'intérieur : une rébellion menée par l'impératrice elle-même.

### Synopsis détaillée
L’intrigue est fondée sur le drame L'Orage (雷雨, hanyu pinyin : Lei Yu) de Cao Yu écrit en 1934, mais est transposée à la cour impériale de la dynastie Tang postérieurs en 928, lors de la période des Cinq Dynasties et des Dix Royaumes. L’empereur Ping est un homme d’humble origine et à la forte ambition, monté sur le trône à partir du rang modeste de capitaine. Il a abandonné sa première femme pour épouser la princesse de Liang, aujourd’hui son impératrice Phoenix (Fenghuang en chinois). L’empereur n’aime pas sa seconde femme, il met son humeur aigre sur le compte de la maladie et l’oblige à prendre un traitement qu’il a concocté lui-même toutes les deux heures depuis dix ans. Elle et le prince héritier Wan, le fils que l’empereur a eu de sa première femme, ont une liaison depuis trois ans. Wan se sent coupable de cette liaison et entretient une seconde relation secrète avec Jiang Chan, la fille du médecin impérial. Il souhaite s’échapper du palais, qu’il n’a jamais quitté, et voir le monde réel avec Chan. 
Le prince Jai, le deuxième fils et l'aîné de l’impératrice, a dirigé l’armée de l’empereur Ping aux frontières du royaume pendant trois ans. Le palais a préparé une cérémonie d’accueil grandiose pour le retour du prince à la veille de la Fête du double neuf, mais l’empereur annule celle-ci au dernier moment pour rencontrer son fils dans une auberge voisine où Jai a reçu instruction de l’attendre. Là, l’empereur provoque son fils en duel comme un acte de domination, après quoi il avertit Jai de ne jamais répéter une erreur passée, non précisée, insistant sur le fait que tout ce que Jai reçoit provient de la volonté de l’empereur et que toute tentative d’obtenir quelque chose de l’empereur par la force est vouée à l’échec.
Lorsque l’empereur revient au palais, il apprend que le médecin impérial a servi à l’impératrice un poison spécial avec son traitement depuis dix jours, ainsi qu’il l’a ordonné. Le poison fera perdre la raison à l’impératrice et la tuera d’ici un mois. Lors d’une réunion familiale, l’empereur insiste pour que l’impératrice finisse le traitement qu’elle avait laissé plus tôt dans la journée. L’impératrice refuse jusqu’à ce que l’empereur force ses fils à la prier de prendre le traitement. Plus tard, une femme masquée informe l’impératrice que le traitement contient en fait du poison, comme elle l'avait soupçonné. La femme commence à partir, mais est distraite par Wan, qui la fait saisir et emmener devant l’empereur. L’empereur la reconnaît comme sa première femme, ayant échappé à la prison et à l’exécution à son insu vingt-cinq ans plus tôt. Elle est maintenant la femme du médecin impérial et la mère de Chan, qui ne sait rien de son passé. L’empereur promeut le médecin au poste de gouverneur pour l’éloigner du palais. En route vers son nouveau poste, le médecin séjourne à l’auberge où le prince Jai avait attendu le bon plaisir de l’empereur, et le prince Wan s’y précipite à cheval pour voir Chan une dernière fois. Là, il découvre que l’impératrice a chargé son eunuque de faire broder et livrer dix mille écharpes décorées de chrysanthèmes au général Wu, de leur propre armée. Wan est saisi d’un soupçon et se prépare en hâte à retourner au palais alors qu'il est encore dans la chambre de Chan où il est découvert par les parents de la jeune fille. Le médecin salue le prince héritier et s'incline devant lui, contrairement à son épouse, qui exige avec véhémence et sans explication que Wan parte immédiatement, ce qu’il fait sans un mot. Le médecin s’assoit pour une explication en tête-à-tête avec sa femme et Chan en profite pour s’élancer à la poursuite du prince Wan, dont elle pense qu’il court un grand danger.
Dans l’intervalle, l’impératrice parle à Jai du poison et lui demande son aide dans le complot contre l’empereur. Jai hésite, mais promet finalement d’aider sa mère. L’impératrice continue à broder fiévreusement des chrysanthèmes pour la Fête des chrysanthèmes qui arrive. À son retour au palais, Wan conçoit des soupçons sur les intentions de l’impératrice. Leur relation a déjà souffert de son sentiment de culpabilité à lui et de sa jalousie à elle envers Chan. Wan rejoint l'impératrice et s'ensuit une altercation : Phoenix lui montre une robe brodée d'un chrysanthème, qu'il refuse de porter le soir de la fête des chrysanthèmes, ils déchirent la robe. Wan exige de savoir si cela fait partie d’un complot. Lorsqu’elle reconnaît le complot, il s’écrie que le pays entier supposerait qu’il en était le cerveau et que, quelle qu'en soit l’issue, il serait un homme mort. L’impératrice lui dit alors que tel était son projet. Wan se poignarde, mais survit grâce à l’intervention immédiate des médecins de la cour. Quand l’empereur lui rend visite, il lui divulgue le complot de l’impératrice.
Avant que la discussion en tête à tête entre le médecin et sa femme ait pu commencer, des assassins vêtus de noir envoyés par l’empereur fondent sur l’auberge, armés de poignards falciformes et de longues cordes attachées à des grappins. Ils massacrent tous les occupants, puis ils tuent le médecin. Des soldats vêtus de rouge, loyaux à l’impératrice, arrêtent les assassins et permettent à la femme du médecin de s’échapper. Elle s’enfuit au palais, où la fête des chrysanthèmes va commencer. L’impératrice révèle à la famille royale et à Chan qu’elle est la première femme de l’empereur et la mère de Wan. Rendue folle par son amour incestueux pour Wan, Chan s’enfuit dans la cour, poursuivie par sa mère. Les assassins au service de l’empereur tuent les deux femmes et sont tués à leur tour par les gardes rouges de l’impératrice. Plus tard, une vaste armée de soldats aux armures dorées envahit le palais, tuant les gardes du corps impériaux et les courtisans à mesure de leur approche. Avec Jai à leur tête, ils descendent sur le palais avec des chrysanthèmes brodés sur leurs écharpes.
Dans le palais, Yu, le plus jeune prince, poignarde son frère Wan dans le dos à la surprise générale. Il crie qu’il a été témoin du complot de sa famille et en a conclu qu’il devait prendre le trône. Soutenu par plusieurs soldats, il demande à son père d’abdiquer. Les assassins de l’empereur tuent les soldats, puis l’empereur tue son fils Yu en le frappant avec sa lourde ceinture en or. Dehors, une armée supérieure en nombre aux habits d’argent fortifie le palais avec des lances, des arcs, et une muraille mobile massive. Ils abattent les 10 000 soldats dorés, mais épargnent Jai. Celui-ci mène quelque temps un combat déterminé et solitaire contre toute l’armée, tuant plus de 50 soldats, avant que l’impératrice en larmes lui fasse signe et qu’il se soumette. Des serviteurs emportent les cadavres et restaurent les décorations avec une précision mécanique. La fête commence comme s’il ne s’était rien passé.
Ce qui reste de la famille s’assied à la table de fête. L’empereur révèle qu’il connaissait le complot dirigé contre lui depuis que Wan l’en avait informé, et rappelle à Jai son avertissement précédent de ne pas prendre ce qui ne lui a pas été donné, pensant que Jai convoitait le trône. Avec cette idée en tête, il lui dit aussi qu’il avait déjà décidé de remplacer Wan par Jai comme prince héritier, afin de souligner le caractère superflu de l’acte de Jai. Jai admet qu’il savait que son combat était futile, mais il l’a fait pour sa mère et non pour le trône. En réponse, l’empereur déclare qu’il épargnera à Jai la peine prévue pour les rébellions princières, à savoir l’écartèlement entre cinq chevaux, si, dorénavant, il sert personnellement à sa mère son traitement empoisonné. Jai s’agenouille devant sa mère et s’excuse, puis se suicide avec une épée. Le sang éclabousse le contenu de la table alors que l’empereur se penche pour prendre un peu de nourriture. Il s’arrête, le visage inexpressif. L’impératrice, devenue vraiment folle, renverse le plateau portant le traitement empoisonné. Le liquide se répand sur la table, ronge les dorures et le film s’achève.

## Commentaires
- Le titre français du film est ambigu. La Cité interdite de Pékin ne fut construite que quatre siècles après la date de l'intrigue, sous le règne de Yongle, le troisième empereur Ming. Le palais impérial de la dynastie Tang se situait dans la capitale Chang'an (ancienne Xi'an) était déjà alors dénommé « Cité interdite » car cette résidence était très protégée (Cf. José Frèches, Il était une fois la Chine. 4500 ans d'histoire). Mais seule celle de Pékin est encore intacte.
- Le titre chinois 满城尽带黄金甲 (Hanyu pinyin : Mǎnchéng Jìndài Huángjīnjiǎ) peut se traduire par « La cité entièrement parée d'armures d'or ». Mais en réalité, il s'agit du dernier vers du poème "Poème sur le chrysanthème après avoir échoué à l'examen impérial" (不第后赋菊) de Huang Chao (黃巢), chef à l'origine d'une révolte vers la fin de la dynastie Tang (300 poèmes des Tang). Le sens original est "La cité est entièrement parée de chrysanthèmes jaunes pareils à des armures d'or". L'histoire est d'ailleurs censée se dérouler vers cette période, et de différentes scènes font référence à ce dernier vers[1]. Le titre anglais Curse of the Golden Flowers, littéralement "La Malédiction des fleurs jaunes", est d'ailleurs très proche du titre original.
- Le synopsis étant une adaptation d'une intrigue écrite dans les années 1930, il ne s'embarrasse pas non plus d'une rigueur historique :
  - Les très longs faux ongles que porte l'impératrice incarnée par Gong Li ne deviendront populaires que sous les Ming, quelques siècles plus tard.
  - Bien que la plupart des personnages du film, aussi bien principaux que secondaires, portent des vêtements ou des armures dorées, l'or était en fait une couleur à usage exclusif de l'empereur, excluant également sa famille proche. Toute personne bravant l'interdiction pouvait être passible de la peine de mort.
  - Les acteurs portent des armures de plates. Pourtant, il est peu probable que ce type d'armures ait été utilisé tout au long de l'histoire chinoise. Bien que populaires en Occident à partir du XVe siècle, les armures de plates n'étaient pas utilisées en Chine. On leur préférait les cottes de mailles ou les armures d'écailles.
- Les inexactitudes historiques, en revanche, laissent place à un lyrisme particulier, avec des images que d'aucuns pourraient qualifier de baroques et d'agressives, et une bande son oppressante et bruyante, le tout dans le dessein probable de mettre le spectateur mal à l'aise dans un univers où règnent l'ordre et le paraître.
- Jay Chou a enregistré la chanson 菊花台 (hanyu pinyin : Júhuā tái, Terrasses de chrysanthèmes), sortie avec son album Still Fantasy pour accompagner le film. Le titre fait évidemment référence aux cours intérieures du palais, complètement remplies de chrysanthèmes à l'occasion de la fête.
- Le film rapporta 76 millions de dollars au box office.

## Fiche technique
- Titre original : Man cheng jin dai huang jin jia
- Titre français : La Cité interdite
- Titre anglais : Curse of the Golden Flower
- Réalisation : Zhang Yimou
- Scénario : Zhang Yimou, Bian Zhihong et Wu Nan, adapté de L'Orage (雷雨) de Cao Yu
- Musique : Shigeru Umebayashi
- Décors : Tingxiao Huo
- Costumes : Chung Man Yee
- Photographie : Zhao Xiaoding
- Montage : Long Cheng
- Animation : Ian Cross, Chris Hill, Inga Millers
- Production : Zhang Yimou, William Kong et Weiping Zhang
- Sociétés de production : Beijing New Picture Film Co, EDKO Film, Elite Group Enterprises, Film Partner International, Standard Chartered Bank
- Budget : environ 45 millions de dollars US
- Pays de production :  Hong Kong,  Chine
- Format : couleur - 2,35:1 (Cinemascope) - 35 mm - son Dolby SR + Dolby SR-DTS & SDDS
- Genres : historique, aventure, drame, action
- Durée : 114 minutes
- Dates de sortie : 
  - États-Unis : 22 décembre 2006
  - France :  14 mars 2007
  - Royaume-Uni : 13 avril 2007

## Distribution
- Chow Yun-fat (VF : François Dunoyer) : l'empereur Ping
- Gong Li (VF : Barbara Kelsch) : l'impératrice Phoenix
- Jay Chou (VF : Thomas Roditi) : le prince Jai
- Liu Ye (VF : Adrien Antoine) : le prince héritier Wan
- Qin Junjie (VF : Juan Llorca) : le prince Cheng
- Man Li (VF : Julie Turin) : Chan, la fille du médecin impérial
- Ni Dahong (VF : Vincent Grass) : le médecin impérial
- Chen Jin (VF : Anne Jolivet) : l'épouse du médecin impérial

## Autour du film
Avec un budget avoisinant les 45 millions de dollars, La Cité interdite a détenu le record du film le plus cher du cinéma chinois, dépassant ainsi Wu ji, la légende des cavaliers du vent de Chen Kaige et Hero, déjà réalisé par Zhang Yimou. Depuis, John Woo a réalisé Les Trois Royaumes avec un budget de 87 millions de dollars.

## Distinctions
- Nomination aux Oscars 2006 dans la catégorie Meilleurs costumes
- Treize nominations aux Hong Kong Film Awards 2007
- Nomination aux Art Directors Guild dans la catégorie Excellence in Production Design Award
- Nomination aux Costume Designers Guild Awards dans la catégorie Excellence in Costume Design for Film - Period
- Nomination aux Image Awards dans la catégorie Outstanding Independent for Foreign Film
- Nomination aux Motion Picture Sound Editors(USA) dans la catégorie Best Sound Editing for Sound Effects and Foley in a Foreign Film
- Nomination au Grand Prix de l'Union de la critique de cinéma
- Deux nominations aux Satellite Awards : dans les catégoriesBest Cinematography et Best Costume Design

## Box-office
- Chine : 8,1 millions d'entrées[2],[3]
- EUR OBS(36) : 1 850 583[4]
- USA : 962 300[5],[6]
- Corée du Sud : 954 387[7]
- Total (non exhaustif) : 11,96 millions d'entrées.